# Llibre dels Salms
El llibre dels Salms, Salteri, Salms o llibre dels Psalms és un llibre bíblic que inclou una col·lecció de 150 salms amb anotacions litúrgiques i musicals. Els textos contenen anotacions dels títols, litúrgiques i musicals, ja que estaven preparats per a ser cantats amb acompanyament musical. A la Bíblia hebrea el conjunt d'aquests textos bíblics és el primer llibre de la Tanakh, i està seguit pel Llibre de Job; mentre que a la vulgata llatina, és el segon llibre, situat entre el Llibre de Job i el Llibre dels Proverbis, entre els Llibres sapiencials.
El nom prové de l'antiga versió grega (psalmoi) que inicia la col·lecció de poemes per cantar. Molts d'aquests poemes tenen indicacions de com s'han de cantar o tocar i van acompanyats per anotacions litúrgiques i musicals. També s'hi afegeixen noms propis referits als suposats autors del salm o del recull que se'ls atribueix. Els noms citats són els de Moisès, Salomó d'Israel, Assaf, els fills de Corè, Eman, Etan, Jedutun i sobretot David, considerat per la tradició com l'autor de tots els salms.

## Estructura del llibre

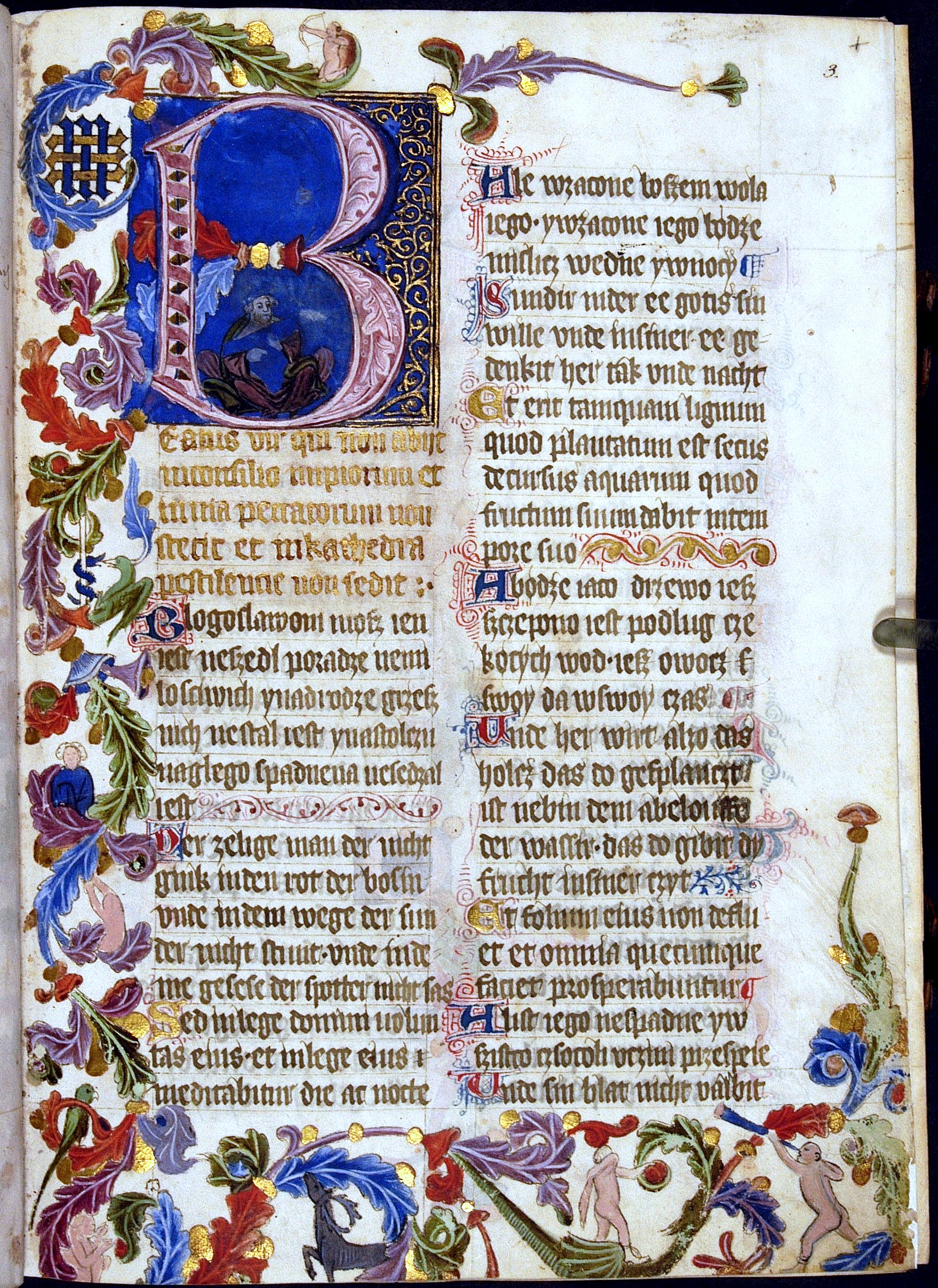
Una pàgina medieval del Salm I, escrita en alemany

El llibre dels Salms està format per 150 poemes. Aquest es poden agrupar en cinc blocs o llibres. Cadascun d'aquests blocs acaba amb una doxologia o una benedicció.
El salms 1-2 i 150 pràcticament fan d'introducció o bé de conclusió respectivament de tot el salteri.
- 1r bloc del Salm 1 fins al Salm 41
- 2n bloc del Salm 42 fins al Salm 72
- 3r bloc del Salm 73 fins al Salm 89
- 4t bloc del Salm 90 fins al Salm 106
- 5è bloc del Salm 107 fins al Salm 150

## La teologia dels salms
No és una teologia unitària, se centraran en temes com : el (re)coneixement de Déu, l'amor, la misericòrdia i la bondat del Senyor, les seves intervencions salvífiques en la història, l'elecció del seu poble. Aquests elements eren reviscuts en el marc del culte i la litúrgia. Alguns dels encapçalaments dels salms contenen indicacions precises que provenen del seu context cultual: Per la dedicació del Temple (Sl 30), per a la diada del dissabte (Sl 92), lloança (Sl 100), per una ofrena memorial (Sl 38 i 70). Altres salms només tenen indicis que ens permeten intuir l'àmbit en el qual podien haver nascut o eren recitats (vots i promeses, benediccions sacerdotals, lletanies, oracles de salvació, pelegrinatges, processons, intervencions de l'assemblea amb respostes...)

## El món simbòlic del Salm
El món simbòlic és molt variat. Emmarquen múltiples camps de realitat de l'univers i de l'experiència de l'home. Serà constant la referència a tota mena de situacions de la vida humana.

## Grups dels salms
Malgrat la seva diversitat es poden agrupar en tres grups o famílies. Els cants de lloança, les pregàries, i els poemes didàctics. Aquesta delimitació no és fàcil, ja que els salms poden tenir més d'un element, quan un salm es diu que pertany a un grup es farà notar el seu gènera literari predominant.
1. Els cants o càntics de lloança

Formen un conjunt de textos de temes molt variats.
- Els cants de lloança pròpiament dir (8; 19; 33; 65; 100; 103; 104; 111; 113-114; 117;134-136; 145-150). Desenvolupen elements concrets de fe en el Déu únic, creador i Senyor de l'univers i de la història
- Cants d'aclamació al Senyor, rei de tot el món (29; 47; 93; 95-99), amb connotacions universalistes i plens d'esperança.
- Cants a l'Ungit del Senyor (2; 18; 20; 21; 45; 72; 89; 101; 110; 132) en el seu origen eren destinats a glorificar els reis d'Israel, però aviat van ser interpretats en sentit messiànic.
- Càntics a Sió (46; 48; 76; 84; 87; 122; 137) exalcen la ciutat de Jerusalem i el seu temple.
- Cants de pelegrinatge (10-134) que segurament eren usats pels qui pujaven a Jerusalem en ocasió de les festes principals.

1. Les pregàries

Aquest neixen d'una situació de necessitat, ja sigui present o passada.
Pregàries de súplica, aquestes poden ser individuals o col·lectives. solen tenir un esquema semblant: una invocació aDéu, una descripció de la situació de necessitat, la petició i una expressió de confiança.
- Les pregàries de súplica sota la forma de pregària individual són els salms més freqüents en el Salteri (5-7; 13; 17; 22; 25; 26; 28; 31; 35; 38; 39;41-43; 51; 54-57; 59; 61; 64; 69; 70; 71; 86; 88; 102; 109; 120; 130; 140-143)
- Les pregàries de súplica del poble (12; 44; 58; 60; 74; 77; 79; 80; 82; 83; 85; 90;94; 106; 108; 123; 126; 137) aquest intenten implicar el Senyor en els esdeveniments de la vida col·lectiva.
- Les pregàries de confiança en el Senyor (3; 4; 11; 16; 23; 27; 36; 62; 63; 91; 115; 121; 125; 129; 131) on els temes principals són la pau, l'alegria i la felicitat que venen de Déu.
- Pregàries d'acció de gràcies (9-10; 30; 32; 40; 66-68; 92; 107; 116; 118; 124; 138; 144).

1. Poemes didàctics

Aquest exalcen les qualitats de la saviesa segons Déu, la seva Llei i els seus camins, amb una orientació bàsicament pedagògica. Alguns d'aquest poemes aprofiten certes circumstàncies per a insistir en punts importants
- Crida a la fidelitat, on remarcaran la història del poble (patriarques, èxode, desert, terra promesa) i fan una crida a la fidelitat del poble (78; 105; 106)
- El model de persona íntegra, es ficaran en comportaments de les persones i tenen finalitats didàctiques com a presentar la veritable innocència o puresa i el model de persona íntegra (15; 24; 95; 134).
- Exhortacions profètiques, on accentuen les exigències de l'aliança de Déu amb Israel i en denuncien les infidelitats pel cantó del poble (14; 50; 53; 58; 75; 81; 82; 95).
- Diversos temes, com el tema de la Llei o bé la sort contraposada entre el just i l'injust (1; 34; 37; 49; 52; 73; 112; 119; 127; 128; 133; 139)

Salms de tècniques de memorització, com són els salms alfabètics (37; 112; 119).

## Lectura cristiana dels salms
Els salms a part de ser la pregària d'Israel (Esd 3, 10-11; Ne 11,17) ben aviat també ho fossin per les primers comunitats cristianes (Ef 5,19; Col 3,16). Alguns salms van servir per explicar en un primer moment la fe en Jesucrist i alhora, en la fe en el Crist ressuscitat provocant la relectura i reinterpretació d'aquest salms.
- Els Evangelis utilitzen els Salms per a il·luminar els relats de la Passió de Jesús i explicar el sentit de la mort salvadora de Jesús. Així el Sl 8,3 és citat en Mt 21,16; Sl 110,1 és citat en Mt 22,44.
- El llibre dels Fets dels Apòstols fa un ús abundant dels Salms referits a l'Ungit o Messies del Senyor, com també interpreta la Resurrecció de Jesucrist com la victòria sobre la mort. Déu fa seure el Fill a la seva dreta: Ac 2,34 (Sl 110,1); Ac 4,25-26 (Sl 2, 1-2).
- La carta als Hebreus té un gran nombre de citacions als Salms, insistint en la condició de Crist, que ha volgut fer-se solidari dels homes i n'ha esdevingut el salvador. Continuant intercedint pels seus germans i com a únics sacerdots de la nova aliança: He 1,5 (Sl 2,7); He 2,6-8 (Sl 8,5-7).